# Dmitri Stepanowitsch Kotschkin
Dmitri Stepanowitsch Kotschkin (russisch Дмитрий Степанович Кочкин, wiss. Transliteration Dmitrij Stepanovič Kočkin; * 25. April 1934 in Kirow) ist ein ehemaliger sowjetischer Nordischer Kombinierer.

## Werdegang
Kotschkin trat international zwar hin und wieder auch bei Wettbewerben im Spezialsprunglauf an, stellte sich aber vorwiegend in der Nordischen Kombination der Konkurrenz. So belegte er bei den Internationalen Skispielen in Le Brassus 1958 den dritten Rang im Spezialsprunglauf, während er in der Kombination als Vierter das Podest knapp verfehlte. Bei den Nordischen Skiweltmeisterschaften in Lahti belegte Kotschkin den 23. Platz in der Nordischen Kombination. Im Januar 1959 gewann er in Oberhof. Bei den nordamerikanischen Skimeisterschaften im März 1959 in Squaw Valley, die als vorolympische Wettkämpfe fungierten, gewann Kotschkin überlegen mit mehr als 30 Punkten Vorsprung.
Seine Klasse stellte Kotschkin bei den Olympischen Winterspielen 1960 in Squaw Valley unter Beweis. Während er nach dem Skispringen als Zweiter noch auf Medaillenkurs war, rutschte er in der Endwertung nach dem Langlauf noch auf den fünften Platz ab. Auch beim prestigeträchtigen Czech-Marusarzówna-Memorial 1961 in Zakopane zeigte er keine gute Laufleistung, doch rettete er seinen Vorsprung aus dem Springen zum Sieg vor dem Polen Józef Gąsienica. Bei den 35. Salpauselkä-Spielen in Lahti Anfang März 1961 verpasste er hingegen knapp den Sieg. Zwar lag er nach dem Sprunglauf noch in Führung, doch kam er letztlich als Zweiter deutlich hinter Georg Thoma ins Ziel.
Bei den Nordischen Skiweltmeisterschaften 1962 in Zakopane gewann Kotschkin die Silbermedaille hinter dem favorisierten Arne Larsen und vor Ole Henrik Fagerås. Kotschkin profitierte dabei vom Sturz des Olympiasiegers Georg Thoma und seinen Sprungfähigkeiten unter schweren Windbedingungen. Nach dem Springen lag Kotschkin als Dritter noch 1,4 Punkte hinter Larsen, doch vergrößerte sich sein Rückstand aufgrund der lediglich zehntbesten Laufzeit auf etwa sechs Punkte. Bei der ersten Winter-Spartakiade der Völker der UdSSR 1962 in Swerdlowsk gewann Kotschkin den Kombinationswettkampf. 1963 erschien erstmals eine Weltrangliste der besten Athleten in der Nordischen Kombination, in der Kotschkin auf dem siebten Rang geführt wurde.
Auf nationaler Ebene gewann er vier Meistertitel.

## Statistik

### Teilnahmen an Olympischen Winterspielen
| Jahr und Ort      | Einzel NK |
| ----------------- | --------- |
| 1960 Squaw Valley | 05.       |

### Teilnahmen an Nordischen Skiweltmeisterschaften
| Jahr und Ort  | Einzel NK |
| ------------- | --------- |
| 1958 Lahti    | 23.       |
| 1962 Zakopane | 02.       |